# Kalix
Kalix este un oraș în Suedia.

## Demografie
| \| Evoluția demografică a zonei urbane Kalix, 1970–2015 \| Evoluția demografică a zonei urbane Kalix, 1970–2015 \| Evoluția demografică a zonei urbane Kalix, 1970–2015 \| Evoluția demografică a zonei urbane Kalix, 1970–2015 \| Evoluția demografică a zonei urbane Kalix, 1970–2015 \| \| --------------------------------------------------------------------------------------- \| ---------------------------------------------------- \| ---------------------------------------------------- \| ---------------------------------------------------- \| ---------------------------------------------------- \| \| An \| \| \| Locuitori \| \| \| 1970 \| 1970 \| \| 6.539 \| 6.539 \| \| 1975 \| 1975 \| \| 7.668 \| 7.668 \| \| 1980 \| 1980 \| \| 8.050 \| 8.050 \| \| 1990 \| 1990 \| \| 7.652 \| 7.652 \| \| 1995 \| 1995 \| \| 7.670 \| 7.670 \| \| 2000 \| 2000 \| \| 7.323 \| 7.323 \| \| 2005 \| 2005 \| \| 7.312 \| 7.312 \| \| 2010 \| 2010 \| \| 7.299 \| 7.299 \| \| 2015 \| 2015 \| \| 7.495 \| 7.495 \| \| Sursa: SCB - Statistika Centralbyrån, Folkmängden per tätort. Vart femte år 1960 - 2016 \| \| \| \| \| |      |  |           |       |
| Evoluția demografică a zonei urbane Kalix, 1970–2015 |      |  |           |       |
| An |      |  | Locuitori |       |
| 1970 | 1970 |  | 6.539     | 6.539 |
| 1975 | 1975 |  | 7.668     | 7.668 |
| 1980 | 1980 |  | 8.050     | 8.050 |
| 1990 | 1990 |  | 7.652     | 7.652 |
| 1995 | 1995 |  | 7.670     | 7.670 |
| 2000 | 2000 |  | 7.323     | 7.323 |
| 2005 | 2005 |  | 7.312     | 7.312 |
| 2010 | 2010 |  | 7.299     | 7.299 |
| 2015 | 2015 |  | 7.495     | 7.495 |
| Sursa: SCB - Statistika Centralbyrån, Folkmängden per tätort. Vart femte år 1960 - 2016 |      |  |           |       |